# Vuurtoren van Zoutelande
De vuurtoren van Zoutelande of (Stuurlicht) Sergeant is een vuurtoren bij Zoutelande in de Nederlandse provincie Zeeland. De toren vormt samen met de vuurtoren Westkapelle Hoog een lichtenlijn om schepen veilig door de vaargeul van het Oostgat te loodsen die vanaf Vlissingen richting Westkapelle gaan.
De lichtopstand is de periode 1950-1951 gebouwd in de duinen bij Zoutelande. Voorheen stond op deze locatie een opengewerkte constructie. Het heeft dezelfde bouwstijl als de vuurtorens van Kaapduinen: een vierkante toren opgetrokken in baksteen met een tentdak. De kleur van de toren is echter in tegenstelling tot die van Kaapduinen baksteenbruin. De toren heeft geen lichthuis, maar laat het licht schijnen door een raam boven in de toren.
De toren is 12,8 meter hoog. Het licht van de lichtopstand heeft een bereik van 12 zeemijl (ruim 22 kilometer), een hoogte van 22 meter boven zeeniveau en de kleur van het licht is sinds 2015 wit, en is "vast" (Engels fixed), dat wil zeggen "aan zonder knipperen". Op zeekaarten is de aanduiding in dit geval F.W.22m12M (Fixed White, 22m, 12(zee)Mijl).

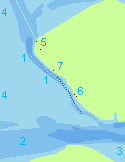
1. Oostgat
2. Wielingen
3. Westerschelde
4. Noordzee
5. Westkapelle met 2 vuurtorens en lichtenlijn in wit
6. Vuurtorens van Kaapduinen met lichtenlijn in wit
7. Lichtenlijn van de lichtopstand Zoutelande in rood